# Бюрцле, Эрих
Эрих Бюрцле (нем. Erich Bürzle, родился 9 февраля 1953 года в Лихтенштейне) — лихтенштейнский футболист, выступавший на позиции защитника.

## Биография
На протяжении почти своей карьеры выступал за клуб «Бальцерс», отправляясь дважды в аренду в «Вадуц». В составе «Бальцерса» — обладатель Кубка Лихтенштейна (1972/1973, 1978/1979, 1980/1981, 1981/1982, 1982/1983, 1983/1984). За сборную Лихтенштейна сыграл два матча: 9 марта 1982 года в Бальцерсе против Швейцарии (0:1) и 7 июня 1984 года в Вадуце против Австрии (0:6).
Как тренер выводил сборную Лихтенштейна в 1990 и 1998 годах, в том числе трижды на матчи отборочного цикла чемпионата Европы 2000 года. В его активе следующие матчи:
- 30 мая 1990 года против США (1:4)
- 2 июня 1998 года против Австрии (0:6)
- 2 сентября 1998 года против Румынии (0:7)
- 10 октября 1998 года против Словакии (0:4)
- 14 октября 1998 года против Азербайджана (2:1)[1]

Вне футбола работал в налоговой службе Лихтенштейна CONFIDA с 1973 года.